# Gavin DeGraw
Gavin Shane DeGraw (født 4. februar 1977, South Fallsburg, New York) er en amerikansk sanger, komponist, pianist og guitarist. 
Gavin DeGraw udgav sit debutalbum Chariot i 2003. Albummet havde ikke stor succes, da det udkom, men da singlen "I Don't Wanna Be" blev valgt som temasang til den amerikanske sæbeopera One Tree Hill i 2004, fik først amerikanerne og senere resten af verden øre for hans musik. 
Hele Chariot-albummet blev i efteråret 2004 udgivet i en akustisk live-version, kaldet Chariot Stripped.
Han arbejder i øjeblikket på sit sjette album Make a Move, som udkommer sidst i september 2013.

## Tidlige liv
Gavin DeGraw voksede op i Catskills-bjergene i South Fallsburg, New York. Hans mor, Lynne, var afvænningsspecialist, og hans far, Wayne, var fængselsbetjent. Gavin refererer til sine forældres jobs i sangen "I don't want to be". Gavin DeGraw har to ældre søskende, Neeka og Joey. Hele familien var meget musikinteresserede, og Gavin begyndte at spille klaver som 8-årig.

## Gavin DeGraw i Danmark
I efteråret 2005 kom Gavin DeGraws succes til Danmark, og det samme gjorde han selv. Han har afholdt koncerter i Vega, Skanderborg Festival, Amager Bio, Train, samt i DRs Juleshow 2005. Albummet Chariot blev nummer et på Hit-listen i Danmark. I 2006 optrådte Gavin bl.a. til Danish Music Awards og i Tivoli. Han var også i Danmark den 4. og 5. juni 2009 og ligeledes på promoveringstouren for albummet Sweeter d. 4. og 5. februar og på Nibe Festival d. 6. juli 2013.
Det forventes, at Gavin DeGraw snarligt vender tilbage til Danmark for at promovere sit kommende album Make a Move.
Danmark var desuden det første land i verden, hvor DeGraw fik en platinplade, hvilket han fik for sit debutalbum.

## Diskografi

### Albums
- "Chariot" (2003)
- "Chariot Stripped" (2004)
- "Gavin DeGraw" (2008)
- "Free" (2009)
- "Sweeter" (2011)
- "Somethings worth saving" (2016)

### Singler
- "I Don't Want to Be" (2005)
- "Chariot" (2005)
- "Follow Through" (2006)
- "We Belong Together" (2006)
- "Just Friends" (2006)
- "I'm in Love with a Girl" (2008)
- "She Holds a Key" (2008)
- "Cheated On Me" (2008)
- "Stay" (2009)
- "Not Over You" (2011)
- "Best I Ever Had" (2013)
- "Who's gonna save us" (2013)
- "You got me" (2014)

## Bandmedlemmer

### Nuværende
- Billy Norris - guitar, kor, musical director (siden 2009)
- Ian O'Neill - trommer, kor (siden 2011)
- James Cruz - bas (siden 2012)
- Eric Kinny - keyboard (siden 2013)

### Tidligere
- Joey DeGraw - guitar, kor
- Johnny "Tsunami" Andrews - guitar, kor
- Jose Barrera - guitar
- Matt Flynn - trommer
- Alvin Moody - bas, kor
- Brian Dennis - guitar, kor
- Rodney Howard - trommer, kor
- Whynot Jansveld - bas, kor
- Casey Twist - bas, kor
- Joey "Coach" Hanna - trommer
- Tony Tino - bas
- Ben Mars - bas
- Jimmy Wallace - keyboard, kor